# Транспортная иерархическая модель
Транспортная иерархическая модель — это иерархическая организация транспортной системы, которая позволяет моделировать движение транспортных потоков, оценить различные варианты развития транспортной инфраструктуры и оптимизировать работу транспортной системы, изучается научной дисциплиной география транспорта, впервые предложена в работах Иоганна Георга Коля в 1841 году и Леона Лаланна в 1863 году.
Немецкий географ И. Коль на примере дорожной системы Москвы впервые предложил иерархическую модель дорожного хозяйства, где указал существование иерархии в дорогах, то есть значимые крупные дороги, и второстепенные как мелкие дороги, которые сходятся в центре в форме графа, а французский инженер Л. Лаланн впервые проанализировал плотность дорожной сети, где оценил её равной величине обратно пропорциональной среднему расстоянию, отделяющему каждую точку от ближайшего участка сети.

## Транспортная иерархическая модель Коля
Транспортная иерархическая модель — иерархическая система транспортной сети, предложенная в своей работе Иоганном Колем в 1841 году. Он опубликовал схему речной сети — сходящихся к главному центру ветвящихся притоков первого и второго порядка, максимальная разветвлённость в верхней части бассейна, минимальная — в нижней, — и соответствие угла впадения притока объёму потока, то есть угол тем больше, чем меньше объём потока. У примыкания притоков первого порядка, затем второго порядка и так далее будут размещаться населённые пункты.
Также после посещения Москвы в 1837 году И. Коль описал иерархическую модель дорожного хозяйства:
1. Дороги, связывающие города регионального уровня со столицей и имеющие общенациональное значение.
2. Дороги, имеющие областное значение и связывающие центр с другими городами, входящих в ту или иную область, или регион.
3. Дороги, имеющие районное значение и связывающие малые и средние города, прочие населённые пункты.

Система дорог имеет форму дерева — графа, вершины которого иерархически упорядочены: одна вершина высшего уровня связана с несколькими вершинами второго уровня, каждая из которых в свою очередь связана ребрами с несколькими вершинами третьего уровня и так далее (вариант нисходящей иерархии, когда главная вершина изображается в верхней части). Возможен обратный вариант восходящей иерархии.
Города рассматриваются как транспортные узлы системы дорог и соответственно иерархия этих дорог определяет иерархию городов. Функция городов — транспортное обслуживание.
И. Коль рассмотрел особенности влияния физико-географических факторов (рельефа, формы контура территории) на транспортную проходимость пространства, возможности сообщений, рисунок транспортных путей, а также влияния политических, культурных и экономических факторов на концентрацию населения и транспортных связей. Эта работа заложила основу теоретического фундамента географии транспорта.

## Модель Леона Лаланна
Модель предложена Леоном Лаланном в 1863 году как графоаналитический способ (картографический метод исследования) определения плотности транспортной сети, где она равна величине обратно пропорциональной среднему расстоянию, отделяющему каждую точку от ближайшего участка сети.
Данный метод предусматривает нахождение линии раздела контуров, формирует закон равносторонности и кратных расстояний, определяет конфигурацию железнодорожных сетей.
Леон Лаланн проанализировал взаимосвязи иерархии сети городов и развития транспортных сетей на примере зарождающихся национальных сетей железных дорог Европы и США и предложил, что из каждого города должны выходить по 6 или 12 транспортных лучей, образующих правильные треугольные ячейки дорожной сети вокруг центра, то есть транспортные сети стремятся к образованию треугольных ячеек, собирающихся в шестиугольники. Идеалом транспортной сети будет гексагональная решётка транспортной сети, которая была предложена Лаланном задолго до формирования теории центральных мест В. Кристаллера.